# Pinacoteca Francisco Fernández del Riego
La Pinacoteca Francisco Fernández del Riego es un centro de arte abierto en el año 2011 en la ciudad de Vigo, de titularidad municipal.

## Descripción

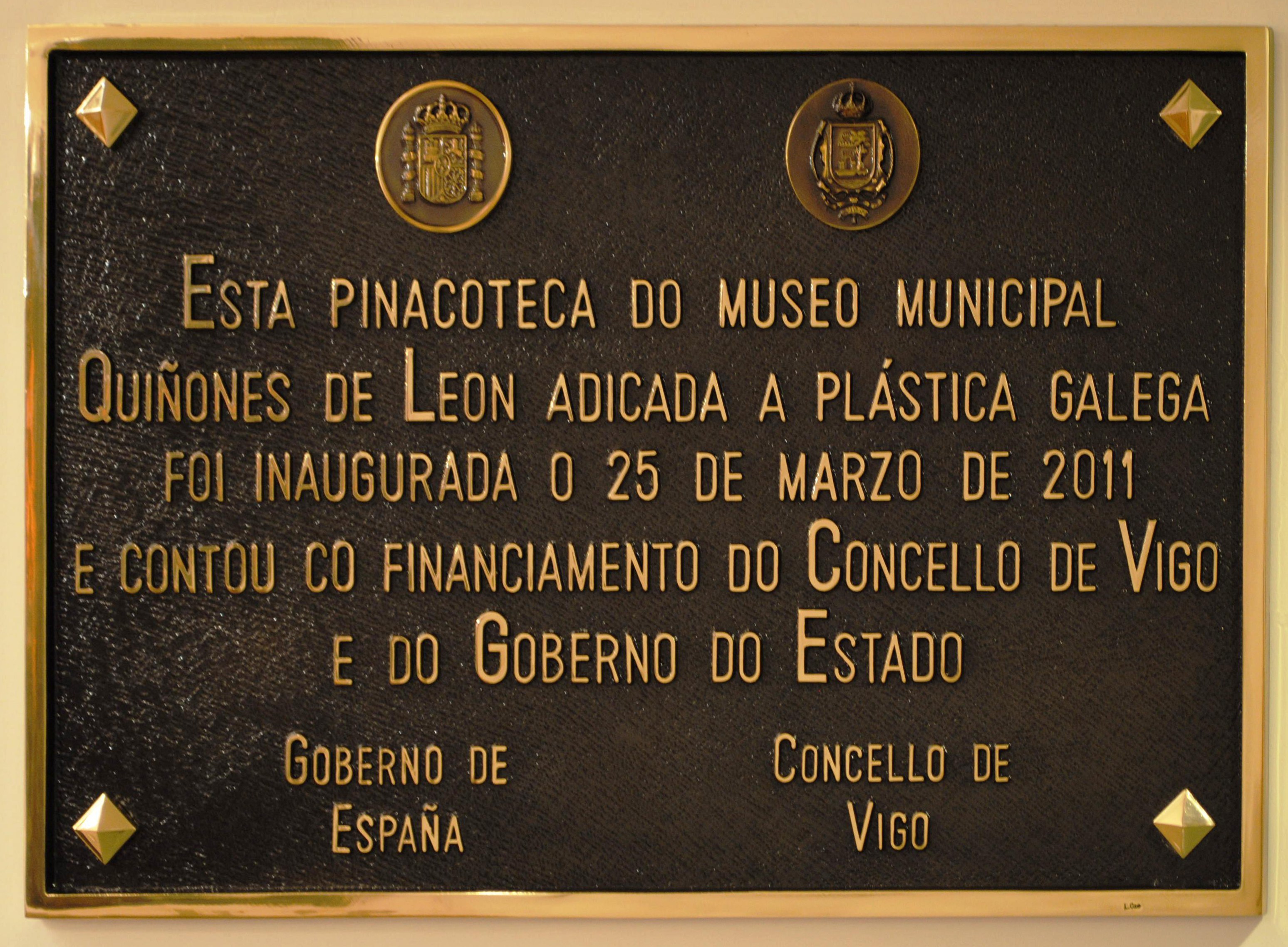
Placa conmemorativa de la inauguración.

La entrada es libre y gratuita hasta completar la capacidad, está permitido sacar fotografías (sin flash ni trípode).

### La exposición
Las exposiciones son temporales, procedentes de los fondos del Ayuntamiento de Vigo, al igual que en el caso del Museo Quiñones de León. Con comisariado de Carlos López Bernárdez, se muestran más de 160 piezas de más de 80 autores, incluidos cuadros del legado de José Policarpo Sanz Souto, otros cedidos por el Museo del Prado en el año 1935 y la mejor colección de pintura gallega.
Entre las obras de artista gallegos están: Interior de una iglesia de Jenaro Pérez Villaamil, nueve dibujos del escultor Isidoro Brocos Gómez, un Paisaje de Serafín Avendaño, Alfredo Souto, Fernando Álvarez de Sotomayor y Zaragoza, Francisco Llorens Díaz, Mujer sentada de Carlos Maside, Maternidad de Manuel Colmeiro, Habitación de un viejo marino de Urbano Lugrís, Luís Seoane, El místico de Isaac Díaz Pardo, El ciego de santa Margarita de José Seijo Rubio, Exvoto de Juan Luis López, Anticoli y Autorretrato de Antonio Fernández Gómez, Costa de Bretaña de Germán Taibo, Niña de galería de Carmen Rodríguez de Legísima, Retrato de Jose Mª Colmeiro Reyna de Joaquín Vaamonde Cornide, El Pontigo de Felipe Bello Piñeiro, Espíritu Santo de Antón Lamazares, Rectángulo con amarillo y líneas sobre el plano de Luis Caruncho, algunos dibujos de Castelao, así como varias esculturas, entre ellas una de madera de Camilo Nogueira Martínez.
Otros cuadros expuestos son Embriaguez de Sileno de Daniel Vertangen, Pavos atribuido a Melchior de Hondecoeter, Triunfo de Baco y Sileno de Adriaen van Nieulandt y Paisaje de Jan Vermeer van Haarlem (Jan van der Meer II) de la escuela holandesa; Acio de flores de Jan Frans Eliaerts de la escuela flamenca; Juego de la gallina ciega de Christian Wilhelm Ernst Dietrich de la escuela alemana; Gallo y gallina de Jean-Baptiste Oudry de la escuela francesa; retratos de Dionisio Fierros Álvarez y Paisaje de Juan Martínez Abades, asturianos.
|                                                   |
| Interior de una iglesia de Jenaro Pérez Villamil. |

|                                        |
| Nueve dibujos de Isidoro Brocos Gómez. |

|                                                              |
| Juego de la gallina ciega, Christian Wilhelm Ernst Dietrich. |

|                                           |
| Costa de Bretaña, ca. 1910, Germán Taibo. |

|                                        |
| Retratos, por Dionisio Fierros Álvarez |

## El edificio

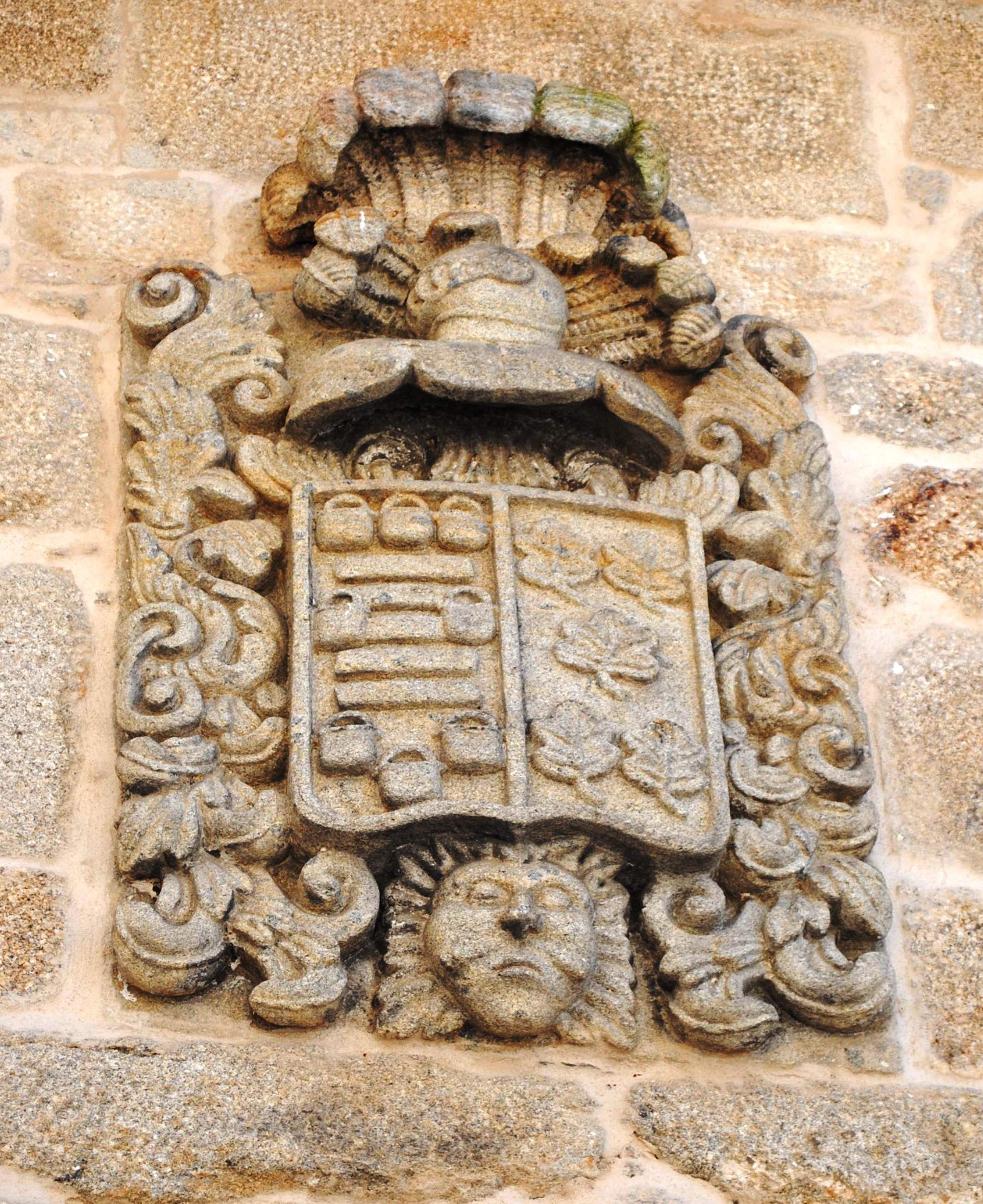
Escudo de armas de los Taboada y Figueroa.

El museo se sitúa en la Casa de Arias Taboada, edificación del siglo XVII y una de las más antiguas del Casco Viejo de Vigo, junto con la Casa Torre de Ceta y Arines. Es de estilo barroco, caracterizado por su sobriedad, sin elementos ornamentales característicos de este estilo.
La fachada es de mampostería mezclada con sillares, reservándose la delicada cantería granítica para los vanos, las plataformas de los balcones, la cornisa y las gárgolas. En un principio, estos elementos destacarían sobre un muro que posiblemente estaría revocado de blanco.
En la fachada luce un escudo con las armas de Taboada y Figueroa. El maestro de Campo y gobernador de Vigo, Diego Arias Taboada, promotor de la edificación, fue el encargado de la defensa de Vigo y de sus castillos ante la invasión del ejército portugués que se acuarteló en Bouzas en 1665, guerra que remataría con el Tratado de Lisboa de 1668.
Al edificio original se le ha añadido un mirador con vistas al casco antiguo de la ciudad, la Ría de Vigo y la Puerta del Sol.

## Galería

### Interior
|  |
|  |

|  |
|  |

|  |
|  |

|  |
|  |